# Фокус (оптика)
Фокус или жижа је место у коме се секу зраци који се крећу паралелно оптичкој оси огледала и сочива. Фокусна тачка и фокусна дужина зависе од врсте сочива. 
Жижна даљина је карактеристична величина једног сочива док се налази у једној средини, нпр. ваздуху. Сочиво потопљено у воду, која је оптички гушћа од ваздуха, за последицу има да се жижна даљина мења. 
Под претпоставком да је сочиво стално у ваздуху, онда је жижна даљина карактеристична величина која је константа за сочиво. 
Уколико је жижна даљина сочива мања, онда је сочиво оптички јаче. Пошто су сочива од превасходног значаја за оптичке инструменте, јер без њих нема формирања ликова датих предмета, увек је важно знати њихове жижне даљине. Отуда су методе за експериментално одређивање жижне даљине бројне и различите. 
За брзо одређивање жижне даљине у лабораторији за физику користи се најчешће метод мерења даљине лика и предмета од сочива, када су у питању сабирна сочива. За расипна сочива потребно је направити комбинацију једног сабирног и једног расипног сочива које је оптички слабије од првог. У супротном, не може се добити реалан лик на заклону. Мерења се иначе врше на тзв. оптичкој клупи. Једначина за танка сабирна сочива која даје везу између жижне даљине сочива, растојања предмета и лика од сочива гласи: 
1/f=1/p+1/l 
Где је реципрочна вредност жижне даљине (f) једнака је збиру реципрочних вредности растојања предмета (p) и лика од сочива (l).